# Gymnocodiaceae
Gymnocodiaceae, porodica crvenih algi čija pripadnost redu i razredu još nije utvrđena. Postoje 4 priznatih vrsta unutar 2 roda, sve su fosilne.

## Rodovi
1. †Permocalculus G.F.Elliott, 3
2. †Tauridium Güvenç, 1